# Бешта Андрій Петрович
Андрій Петрович Бешта (14 грудня 1976 — 30 травня 2021) — український дипломат. Надзвичайний і Повноважний Посол України в Таїланді (2015—2021) та в Лаосі (2017—2021) (за сумісництвом).

## Біографія
Народився 14 грудня 1976 року в Рожищі на Волині. Закінчив з відзнакою Львівський університет ім. Франка, спеціаліст з міжнародних відносин, перекладач. Вільно володів англійською мовою.
У МЗС України з 1998 року. Працював за кордоном у Постійному представництві України при ООН, а також Посольстві України в Королівстві Таїланд. Фахівець з питань діяльності ООН та інших міжнародних організацій.
Заступник директора — начальник відділу Департаменту міжнародних організацій Міністерства закордонних справ України. Член делегації України для участі в роботі 67-ї сесії Генеральної Асамблеї ООН.
В.о. директора Департаменту міжнародних організацій МЗС України.
Член делегації України для участі в роботі 68-ї сесії Генеральної Асамблеї ООН.
Член делегації України для участі в роботі 69-ї сесії Генеральної Асамблеї ООН.
Член делегації України для участі в роботі 70-ї сесії Генеральної Асамблеї ООН.
З 24 листопада 2015 до 6 квітня 2021 — посол України в Таїланді.
З 20 лютого 2017 до 6 квітня 2021 — посол України в Лаосі за сумісництвом.
У грудні 2017 року вручив вірчі грамоти президенту М'янми.
28 травня 2021 року прибув із сином до Таїланду на відпочинок. У ніч проти 30 травня помер через серцевий напад.
24 серпня 2021 року посмертно присвоєно дипломатичний ранг Надзвичайного і Повноважного Посла.

## Сім'я
Мав дружину Наталю, доньку Оксану та двох синів — Андрія і Остапа.